# The Aviator
The Aviator is een Amerikaanse biografische film uit 2004 die geregisseerd werd door Martin Scorsese. De film werd geschreven door John Logan en vertelt het levensverhaal van Howard Hughes, een excentrieke film- en vliegtuigpionier die aan een obsessieve-compulsieve stoornis lijdt. De hoofdrol wordt vertolkt door Leonardo DiCaprio. The Aviator werd genomineerd voor elf Oscars, waarvan het er vijf won.

## Verhaal
In 1913 krijgt de negenjarige Howard Hughes in Houston van zijn moeder te horen dat ze vreest dat hij aan bepaalde ziektes zal bezwijken. Veertien jaar later staat Hughes, die het fortuin van zijn ouders erfde, op het punt om de grootschalige oorlogsfilm Hell's Angels op te nemen. Na de release van The Jazz Singer raakt hij ervan overtuigd dat de film realistischer moet worden en dus omgevormd moet worden tot een geluidsfilm. Hoewel Hell's Angels uitgroeit tot een hit blijft hij ontevreden over het resultaat en wil hij dat de prent opnieuw gemonteerd wordt. Inmiddels begint hij ook een relatie met actrice Katharine Hepburn, die hem helpt in het bestrijden van zijn obsessieve-compulsieve stoornis (OCD).
In 1935 legt Hughes een testvlucht af met het H-1 Racer-vliegtuig. Zijn vlucht creëert een nieuw snelheidsrecord. Drie jaar later breekt Hughes ook een wereldrecord door in vier dagen rond de wereld te vliegen. Op hetzelfde ogenblik koopt hij ook een groot aandeel in Transcontinental & Western Air, de voorloper van het luchtvaartbedrijf Trans World Airlines (TWA), tot grote ergernis van zijn zakenrivaal Juan Trippe, hoofd van Pan American World Airways (Pan Am).
Trippe spoort zijn vriend, senator Owen Brewster, aan om het Community Airline-wetsontwerp goed te keuren, waardoor Pan Am het exclusieve recht krijgt om internationale vluchten te organiseren. Hughes wordt ondertussen steeds beroemder en wordt aan verschillende filmsterren gelinkt, wat Hepburn jaloers maakt. De twee gaan uit elkaar wanneer blijkt dat ze verliefd is geworden op acteur Spencer Tracy. Hughes zelf begint relaties met de 15-jarige Faith Domergue en Ava Gardner.
Hughes slaagt erin om een contract af te sluiten met de Army Air Forces. Hij zal voor het leger een spionage- en transportvliegtuig ontwikkelen. Omstreeks 1946 is het transportvliegtuig genaamd Spruce Goose nog steeds in aanbouw. Het verkenningsvliegtuig XF-11 is wel klaar en wordt door Hughes persoonlijk getest. Tijdens de vlucht valt een motor uit, waarna hij met het vliegtuig neerstort in Beverly Hills. Hughes raakt ernstig gewond, maar overleeft de crash.
Aan het einde van de Tweede Wereldoorlog besluit het Amerikaans leger om de bestelling van de Spruce Goose te annuleren. Hughes wil vervolgens zijn eigen geld in de afwerking van het ambitieuze vliegtuig investeren, maar moet dan wel de keuze maken tussen zijn luchtvaartmaatschappij en bouwproject. Hij kiest ervoor om een hypotheek te nemen op zijn aandelen van TWA om de bouw van de Spruce Goose te kunnen afronden.
Hughes wordt steeds meer paranoïde, begint afluisterapparatuur te installeren en Gardners telefoonlijnen af te tappen. Wanneer hij er van verdacht wordt een oorlogsprofiteur te zijn, begint de FBI aan een voor hem traumatische huiszoeking. Al zijn spullen worden door elkaar geschud en de FBI-agenten laten overal vuil achter.
Senator Brewster belooft Hughes dat hij de aanklacht zal laten vallen, op voorwaarde dat hij TWA verkoopt aan Trippe. Hughes weigert het voorstel, waardoor de Senaat een onderzoekscommissie opricht en Hughes een hoorzitting moet bijwonen. Iedereen is ervan overtuig dat Hughes niet zal opdagen omdat hij zich al drie maanden niet meer heeft laten zien. Wanneer Gardner hem een bezoek brengt, bereidt hij zich alsnog voor op de hoorzitting.
Hughes verdedigt zich op de hoorzitting en beschuldigt Trippe van het omkopen van senator Brewster. Bovendien belooft hij dat de Spruce Goose klaar is en dat hij het land zal verlaten als het vliegtuig niet van de grond komt. Hughes legt vervolgens een succesvolle testvlucht af met het vliegtuig. Nadien bespreekt hij met zijn medewerkers Glenn Odekirk en Noah Dietrich de bouw van een nieuw straalvliegtuig. Tijdens het gesprek merkt hij twee mannen op die hem ongemakkelijk doen voelen. Hughes krijgt een zenuwinzinking en wordt door Odekirk naar de toiletten geleid terwijl Dietrich op zoek gaat naar een dokter. In de toiletten krijgt Hughes een flashback naar zijn jeugd, obsessie voor luchtvaart en drang naar succes, waarna hij de zin "the way of the future" begint te herhalen.

## Rolverdeling
| Acteur            | Personage                    |
| ----------------- | ---------------------------- |
| Leonardo DiCaprio | Howard Hughes                |
| Cate Blanchett    | Katharine Hepburn            |
| John C. Reilly    | Noah Dietrich                |
| Kate Beckinsale   | Ava Gardner                  |
| Alec Baldwin      | Juan Trippe                  |
| Alan Alda         | Senator Owen Brewster        |
| Ian Holm          | Professor Fitz               |
| Danny Huston      | Jack Frye                    |
| Gwen Stefani      | Jean Harlow                  |
| Jude Law          | Errol Flynn                  |
| Willem Dafoe      | Roland Sweet                 |
| Adam Scott        | Johnny Meyer                 |
| Matt Ross         | Glenn "Odie" Odekirk         |
| Kevin O'Rourke    | Spencer Tracy                |
| Kelli Garner      | Faith Domergue               |
| Stanley DeSantis  | Louis B. Mayer               |
| Frances Conroy    | Katharine Houghton           |
| Brent Spiner      | Robert E. Gross              |
| Edward Herrmann   | Joseph Breen                 |
| J.C. MacKenzie    | Ludlow Ogden Smith           |
| Josie Maran       | Thelma, het sigarettenmeisje |

## Productie

### Ontwikkeling
Warren Beatty wilde reeds in de jaren 1970 een biopic maken over filmmaker en vliegtuigpionier Howard Hughes. Aanvankelijk wilde hij samenwerken met scenarist Paul Schrader, maar toen dat niet doorging, schreef hij samen met Bo Goldman een scenario voor de biopic. Goldman schreef later ook de Howard Hughes-komedie Melvin and Howard (1980), die door Jonathan Demme zou geregisseerd worden. In de loop der jaren probeerde Beatty meermaals om het project te verfilmen. In 1990 benaderde hij Steven Spielberg om het script van Goldman te regisseren, maar tot een samenwerking kwam het uiteindelijk niet. In 1993 kocht Charles Evans jr., neef van de beroemde filmproducent Robert Evans, de filmrechten op het boek Howard Hughes: The Untold Story van auteurs Peter Harry Brown en Pat H. Broeske. New Regency Productions wilde de film financieren, maar desondanks raakte ook dit project niet van de grond.
Disney ontwikkelde in 1997 plannen om de film Mr. Hughes uit te brengen. De biopic zou gemaakt worden door regisseur Brian De Palma, acteur Nicolas Cage en scenarist David Koepp, het trio dat op dat ogenblik aan de productie van Snake Eyes (1998) samenwerkte. Het was de bedoeling dat Cage in de film zowel Hughes als Clifford Irving zou vertolken. In maart 1998 begon Universal Pictures met een eigen Hughes-project. De studio verwierf de rechten op het boek Empire: The Life, Legend and Madness of Howard Hughes en probeerde het project te verfilmen met Johnny Depp als hoofdrolspeler, Terry Hayes als scenarist en de broers Albert en Allen Hughes als regisseurs. Uiteindelijk haakte Universal af omdat het de concurrentie met Disney niet wilde aangaan. Toen in de zomer van 1998 bleek dat Snake Eyes geen groot succes was, besloot Disney Mr. Hughes niet langer te verfilmen.
In het voorjaar van 1999 nam Charles Evans jr., die nog steeds over de rechten op Howard Hughes: The Untold Story beschikte, samen met zijn toenmalige zakenpartner Michael Mann scenarist John Logan in dienst om een Hughes-film uit te werken. 
Acteur Leonardo DiCaprio, die erg graag een film over Howard Hughes wilde maken, werkte vervolgens samen met Logan en Mann om het project te verfilmen. In juni 1999 werd het project opgepikt door Disney. Toen bleek dat The Insider (1999) van Mann ondanks zeven Oscarnominaties geen financieel succes was, belandde het filmproject bij New Line Cinema. Mann, die inmiddels zelf de rechten op het boek Howard Hughes: The Secret Life had gekocht, zou het script aanvankelijk verfilmen na de productie van Ali (2001), maar besloot uiteindelijk om geen twee biopics na elkaar te regisseren. Hij bleef nadien wel als producent bij de film betrokken. Charles Evans jr. werd niet betrokken bij de deal met New Line Cinema en spande in 2001 een rechtszaak aan tegen Mann, die hij ervan beschuldigde zijn filmproject te hebben gestolen. De zaak werd opgelost, waardoor Evans een officiële vermelding kreeg als producent.
Martin Scorsese, met wie DiCaprio eerder al aan Gangs of New York (2002) had gewerkt, werd vervolgens benaderd om de biopic te regisseren. Omdat Scorsese de reputatie had een oncontroleerbare regisseur te zijn die zich niet aan afgesproken budgetten en tijdschema's hield, weigerden de meeste studio's het project te financieren. Het budget van 116 miljoen dollar werd uiteindelijk grotendeels gefinancierd door producent Graham King, die zo'n 80 miljoen dollar in de productie investeerde. Op 25 mei 2003 werd Robert Richardson in dienst genomen als director of photography, waarna hij naar China vertrok voor de opnames van Kill Bill (2003). Oorspronkelijk werd Janusz Kamiński door Scorsese overwogen voor het camerawerk, maar de Poolse cameraman moest uiteindelijk afhaken.

### Casting
DiCaprio bereidde zich op zijn hoofdrol voor door zich grondig te verdiepen in de obsessieve-compulsieve stoornis (OCD) waarmee Hughes tijdens zijn leven kampte. DiCaprio en Scorsese schakelden de hulp in van dr. Jeffrey Schwartz om de aandoening in de film zo geloofwaardig mogelijk te kunnen weergeven. Daarnaast ontmoette de acteur ook verscheidene personen met OCD. Zo lette hij op de manier waarop ze hun handen wasten, wat later als inspiratie diende voor een scène in de film.
Scorsese hoopte dat Cate Blanchett in de huid zou kruipen van filmicoon Katharine Hepburn, maar omdat de actrice verbonden was aan de opnames van de western The Missing (2003) richtte hij zijn aandacht vervolgens op Nicole Kidman. In het voorjaar van 2003 werd Kidman ook gelinkt aan de rol van Ava Gardner. In juni 2003 haakte Kidman af omdat ze zich al verbonden had aan de productie van The Stepford Wives (2004). Omdat het begin van de opnames werd uitgesteld, kon Blanchett uiteindelijk toch gecast worden als Hepburn.
In juni 2003 werd zangeres Gwen Stefani gecast als Jean Harlow. In dezelfde periode werden Kate Beckinsale, Adam Scott en Kelli Garner gecast als respectievelijk Ava Gardner, Johnny Meyer en Faith Domergue.

### Opnames
Producent Graham King gaf Scorsese 90 dagen om de film op te nemen. De opnames gingen op 7 juli 2003 van start in Montreal en verhuisden nadien naar Los Angeles. Op 17 november 2003 zaten de opnames erop. De regisseur rondde de opnames af in 91 dagen. Er werd een dag vertraging opgelopen omdat de set in Californië geteisterd werd door een natuurbrand.

### Mise-en-scène en production design
In Canada werden onder meer de Grauman’s Chinese Theatre en de nachtclub Cocoanut Grove van het Ambassador Hotel nagebouwd. De sets werden ontworpen door production designer Dante Ferretti en diens echtgenote Francesca Lo Schiavo.
Voor de vele vliegtuigscènes werd besloten om hoofdzakelijk met schaalmodellen te werken. Zo werden er miniatuurversies gemaakt van onder meer de Spruce Goose en XF-11. Het luchtgevecht aan het begin van de film werd digitaal geanimeerd, terwijl de vliegtuigcrash in een huis in Beverly Hills door middel van schaalmodellen werd gecreëerd.
Samen met Robert Richardson, director of photography, bedacht Scorsese het plan om de kleuren in The Aviator er te laten uitzien als een oude Hollywoodproductie. Met behulp van historische belichtingstechnieken en digitale bewerkingen werd zowel het twee- als driekleurenproces van Klassiek Hollywood nagemaakt. Tijdens de eerste 52 minuten van de film bestaan de scènes enkel uit combinaties van rood en cyaan, waardoor groene objecten – zoals gras of erwten – er eerder blauw uitzien. Dit was een hommage aan de films van de eerste helft van de 20e eeuw, die werden opgenomen met camera's die beschikten over twee filmrollen die enkel de kleuren rood en cyaan konden registreren. Hughes zelf ontwikkelde in 1929 met Multicolor zo'n tweekleurenproces. De filmscènes die zich na 1934 afspelen, bootsen de verzadigde uitstraling van het driekleurenproces van Technicolor na en bestaan daardoor uit een combinatie van de kleuren rood, blauw en groen.

### Release en ontvangst
Op 17 december 2004 ging de film in première in een beperkt aantal Amerikaanse bioscopen. Op 25 december 2004 werd de film in de Verenigde Staten uitgebracht in meer dan 1.700 bioscopen. Op 20 en 26 januari 2005 volgden respectievelijk de Nederlandse en Belgische première. The Aviator bracht wereldwijd meer dan 210 miljoen dollar op. In 2006 werd de film op dvd uitgebracht en twee jaar later ook op blu-ray.
De film kreeg overwegend positieve recensies. Volgens Rotten Tomatoes heeft de film een waarde van 87% en een gemiddelde score van 7,8 op 10, gebaseerd op 213 recensies. Op Metacritic krijgt de film een gemiddelde score van 77 op 100, gebaseerd op 41 recensies. Filmrecensent Roger Ebert gaf The Aviator een score van 4 op 4 en noemde het een van de beste films van het jaar.

## Soundtrack
De soundtrack voor de film werd gecomponeerd door Howard Shore. De muziek werd in september 2004 in zaal Eden in Leuven ingespeeld door het Vlaams Radio Orkest. De soundtrack werd in 2005 bekroond met een Golden Globe.

### Tracklist
1. "Icarus"  – 3:58
2. "There Is No Great Genius Without Some Form of Madness"  – 2:50
3. "Muirfield"  – 2:22
4. "H-1 Racer Plane"  – 3:20
5. "Quarantine"  – 3:52
6. "Hollywood 1927"  – 2:59
7. "The Mighty Hercules"  – 3:32
8. "Howard Robard Hughes, Jr."  – 3:57
9. "America's Aviation Hero"  – 2:05
10. "7000 Romaine"  – 2:22
11. "The Germ Free Zone"  – 2:49
12. "Screening Room"  – 5:27
13. "Long Beach Harbour 1947"  – 3:49
14. "The Way of the Future"  – 4:01

## Prijzen en nominaties
The Aviator werd genomineerd voor elf Oscars en won er vijf, waaronder die voor beste actrice in een bijrol (Cate Blanchett). Verder won de film ook drie Golden Globes en vier BAFTA Awards.
| Jaar | Prijs                            | Categorie                            | Genomineerde(n)                                                         | Uitslag     |
| ---- | -------------------------------- | ------------------------------------ | ----------------------------------------------------------------------- | ----------- |
| 2005 | Academy Awards                   | Beste film                           | Michael Mann, Graham King                                               | Genomineerd |
| 2005 | Academy Awards                   | Beste regisseur                      | Martin Scorsese                                                         | Genomineerd |
| 2005 | Academy Awards                   | Beste mannelijke hoofdrol            | Leonardo DiCaprio                                                       | Genomineerd |
| 2005 | Academy Awards                   | Beste mannelijke bijrol              | Alan Alda                                                               | Genomineerd |
| 2005 | Academy Awards                   | Beste vrouwelijke bijrol             | Cate Blanchett                                                          | Gewonnen    |
| 2005 | Academy Awards                   | Beste originele scenario             | John Logan                                                              | Genomineerd |
| 2005 | Academy Awards                   | Beste camerawerk                     | Robert Richardson                                                       | Gewonnen    |
| 2005 | Academy Awards                   | Beste montage                        | Thelma Schoonmaker                                                      | Gewonnen    |
| 2005 | Academy Awards                   | Beste artdirection                   | Dante Ferretti, Francesca Lo Schiavo                                    | Gewonnen    |
| 2005 | Academy Awards                   | Beste kostuumontwerp                 | Sandy Powell                                                            | Gewonnen    |
| 2005 | Academy Awards                   | Beste geluidsmixing                  | Tom Fleischman, Petur Hliddal                                           | Genomineerd |
| 2005 | Golden Globes                    | Beste film - drama                   | Beste film - drama                                                      | Gewonnen    |
| 2005 | Golden Globes                    | Beste regisseur                      | Martin Scorsese                                                         | Genomineerd |
| 2005 | Golden Globes                    | Beste acteur in een hoofdrol - drama | Leonardo DiCaprio                                                       | Gewonnen    |
| 2005 | Golden Globes                    | Beste actrice in een bijrol          | Cate Blanchett                                                          | Genomineerd |
| 2005 | Golden Globes                    | Beste scenario                       | John Logan                                                              | Genomineerd |
| 2005 | Golden Globes                    | Beste originele muziek               | Howard Shore                                                            | Gewonnen    |
| 2005 | BAFTA Awards                     | Beste film                           | Michael Mann, Graham King, Sandy Climan, Charles Evans jr.              | Gewonnen    |
| 2005 | BAFTA Awards                     | Beste regisseur                      | Martin Scorsese                                                         | Genomineerd |
| 2005 | BAFTA Awards                     | Beste acteur in een hoofdrol         | Leonardo DiCaprio                                                       | Genomineerd |
| 2005 | BAFTA Awards                     | Beste acteur in een bijrol           | Alan Alda                                                               | Genomineerd |
| 2005 | BAFTA Awards                     | Beste actrice in een bijrol          | Cate Blanchett                                                          | Gewonnen    |
| 2005 | BAFTA Awards                     | Beste originele scenario             | John Logan                                                              | Genomineerd |
| 2005 | BAFTA Awards                     | Beste camerawerk                     | Robert Richardson                                                       | Genomineerd |
| 2005 | BAFTA Awards                     | Beste montage                        | Thelma Schoonmaker                                                      | Genomineerd |
| 2005 | BAFTA Awards                     | Beste productie-ontwerp              | Dante Ferretti                                                          | Gewonnen    |
| 2005 | BAFTA Awards                     | Beste kostuumontwerp                 | Sandy Powell                                                            | Genomineerd |
| 2005 | BAFTA Awards                     | Beste grime en haarstijl             | Morag Ross, Kathryn Blondell, Sian Grigg                                | Gewonnen    |
| 2005 | BAFTA Awards                     | Beste geluid                         | Philip Stockton, Eugene Gearty, Petur Hliddal, Tom Fleischman           | Genomineerd |
| 2005 | BAFTA Awards                     | Beste visuele effecten               | Robert Legato, Peter G. Travers, Matthew Gratzner, R. Bruce Steinheimer | Genomineerd |
| 2005 | BAFTA Awards                     | Beste originele muziek               | Howard Shore                                                            | Genomineerd |
| 2005 | Screen Actors Guild Awards       | Beste acteur in een hoofdrol         | Leonardo DiCaprio                                                       | Genomineerd |
| 2005 | Screen Actors Guild Awards       | Beste actrice in een bijrol          | Cate Blanchett                                                          | Gewonnen    |
| 2005 | Screen Actors Guild Awards       | Beste cast                           | Beste cast                                                              | Genomineerd |
| 2005 | AFI Award                        | Film van het jaar                    | Film van het jaar                                                       | Gewonnen    |
| 2005 | Directors Guild of America Award | Beste regisseur                      | Martin Scorsese                                                         | Genomineerd |
| 2005 | Writers Guild of America Award   | Beste originele scenario             | John Logan                                                              | Genomineerd |
| 2005 | Satellite Awards                 | Beste film (drama)                   | Beste film (drama)                                                      | Genomineerd |
| 2005 | Satellite Awards                 | Beste regisseur                      | Martin Scorsese                                                         | Genomineerd |
| 2005 | Satellite Awards                 | Beste actrice in een bijrol          | Cate Blanchett                                                          | Genomineerd |
| 2005 | Satellite Awards                 | Beste originele scenario             | John Logan                                                              | Genomineerd |
| 2005 | Satellite Awards                 | Beste camerawerk                     | Robert Richardson                                                       | Genomineerd |
| 2005 | Satellite Awards                 | Beste montage                        | Thelma Schoonmaker                                                      | Genomineerd |
| 2005 | Satellite Awards                 | Beste productie-ontwerp              | Dante Ferretti, Francesca Lo Schiavo                                    | Genomineerd |
| 2005 | Satellite Awards                 | Beste kostuumontwerp                 | Sandy Powell                                                            | Genomineerd |
| 2005 | Satellite Awards                 | Beste visuele effecten               | Robert Legato, Peter G. Travers, Matthew Gratzner, R. Bruce Steinheimer | Gewonnen    |
| 2005 | Satellite Awards                 | Beste geluid                         | Philip Stockton, Eugene Gearty, Petur Hliddal, Tom Fleischman           | Genomineerd |
| 2005 | Satellite Awards                 | Beste originele muziek               | Howard Shore                                                            | Genomineerd |
| 2006 | Grammy Award                     | Beste film- of tv-soundtrack         | Howard Shore                                                            | Genomineerd |